# 芦福递降反应
芦福递降反应（Ruff递降法），糖化学中的递降反应之一，常用于糖类结构的测定及糖类的合成。反应中，先用溴水将糖氧化成糖酸，与氢氧化钙作用成糖酸钙盐，然后在乙酸铁、氯化铁或硫酸铁等三价铁化合物（Ruff试剂）的作用下，通过过氧化氢的氧化，得到一个不稳定的α-酮酸，失去二氧化碳，得到少一个碳的醛糖。反应机理比较复杂。
D-葡萄糖经此反应先生成葡萄糖酸、葡萄糖酸钙，然后氧化脱羧生成D-阿拉伯糖：